# Scopula francki
Scopula francki är en fjärilsart som beskrevs av Louis Beethoven Prout 1935. Scopula francki ingår i släktet Scopula och familjen mätare. Inga underarter finns listade.